# 海さくら
海さくら（英：umisakura)とは2005年から神奈川県藤沢市の江の島で活動しているNPO法人である。

## 概要
目指せ！日本一楽しいゴミ拾い！を合言葉に活動し、ゴミ拾いや環境活動にイノベーションを起こし、ゴミ拾い団体や環境保護団体の先駆者的存在となっている。
目標は、江の島の海に、かつて生息していた「タツノオトシゴ」が戻ってくるようなキレイな海にすること。
江の島を拠点として活動しているが、ゴミの源流である街・湖・山での活動など、全国でも活動の輪を広げている。
SDGsでもあるように2050年には魚の量よりもゴミが多くなるというように、海の危機的状況に対して、新しいゴミ拾いや環境活動にイノベーションを起こし海での「体験」「体感」を大事にし、海の素晴らしさや、実際にゴミ拾いをするACTIONをしてもらうために、「楽しい企画」を多く実施している。

## 沿革
- 2005年12月8日	海さくら設立
- 2005年12月「初代ごみ拾い隊長」誕生
- 2006年9月30日第1回海さくらごみ拾い（UMISAKURA MUSIC FESTIVAL）
- 2006年9月江の島観光案内所「拾っちゃい隊」スタート
- 2006年9月キレイなゴミ箱に置き換える活動
- 2007年7月1日フリーペーパー「UMISAKURA」vol.1 発行
- 2007年9月1日第2回 海さくらコンサート2007（UMISAKURA MUSIC FESTIVAL）
- 2008年7月1日フリーペーパー「UMISAKURA」vol.2 発行
- 2008年9月27日第3回 海さくらコンサート2008（UMISAKURA MUSIC FESTIVAL）
- 2009年9月5日UMISAKURA MUSIC FESTIVAL 2009
- 2009年12月23日THANK YOU 2009 海さくらクリスマスライブ
- 2010年7月1日フリーペーパー「UMISAKURA」vol.4 発行
- 2010年海に流れ着いたタバコのフィルターでカヌーをつくり、川の上流から江の島を目指すドキュメンタリー映画「あなたの心が流れる先に」制作
- 2010年5月15日UMISAKURA 「ACOUSTIC FREE LIVE」（UMISAKURA MUSIC FESTIVAL）
- 2010年7月17日UMISAKURA MUSIC FESTIVAL 2010 「プレライブ」
- 2010年9月11日UMISAKURA MUSIC FESTIVAL 2010  「海と空が一番近いステージ」
- 2011年5月29日UMISAKURA MUSIC FESTIVAL 2011  「SMILE & POWER LIVE」
- 2011年7月1日フリーペーパー「UMISAKURA」vol.5 発行
- 2011年7月23日UMISAKURA MUSIC FESTIVAL 2011  「HUMAN STRAIGHT ROCK」
- 2011年11月第1回海さくら被災地プロジェクト
- 2011年9月10日UMISAKURA MUSIC FESTIVAL 2011 「UNITE!」
- 2012年3月17日Red Bull Box Cart Racに出場
- 2012年3月大阪海さくら（大阪）設立
- 2012年5月海さくら海岸にある注射器をなくそうプロジェクト
- 2012年8月25日UMISAKURA MUSIC FESTIVAL 2012 「TOGETHER」
- 2012年11月石巻海さくら（宮城）設立
- 2012年12月ホノルル海さくら（ハワイ）設立
- 2013年1月ブラジル海さくら（ブラジル）設立
- 2013年8月鎌倉由比ガ浜 DefTechライブとFOXと海さくら
- 2013年9月神戸海さくら（兵庫）設立
- 2014年1月岡山海さくら（岡山）設立
- 2014年4月「アウトリガー＆ゴミ拾い」（第91回海さくらゴミ拾い）
- 2014年6月江の島非公認キャラ「えのしごくん」誕生
- 2014年6月海さくらビーチプロレス（第94回海さくらゴミ拾い）
- 2014年7月21日「吸殻くん」BOOK　発行
- 2014年5月17日湘南ベルマーレとごみ拾い
- 2014年9月27日第1回海さくら18禁ごみ拾い
- 2014年12月第1回お笑いビーチクリーン（第99回海さくらゴミ拾い）
- 2015年5月LEADS TO THE OCEAN（通称：LTO）活動スタート
- 2015年7月エノシゴ君絵本　完成
- 2015年8月18日法人格を取得「NPO法人海さくら」となる
- 2015年8月22日第1回どすこいビーチクリーン（第107回海さくらゴミ拾い）
- 2016年4月「海創造プロジェクト」スタート
- 2016年7月16日大洗サンビーチSPORTS＆CRAFT FESTIVAL
- 2016年7月18	日第1回ブルーサンタ（第118回海さくらゴミ拾い）
- 2016年7月18日花火ビーチクリーン
- 2016年8月木魚のリズムに合わせてゴミ拾い
- 2017年7月ブルーサンタプレイベントを横浜西口で開催
- 2017年7月海水浴シーズン「釘のない海の家」オープン
- 2017年9月16日RAPゴミ拾い～海39ラップ～
- 2017年11月18日囲碁ビーチクリーン（第133回海さくらごみ拾い）
- 2018年第4代目ごみ拾い隊長にASE BOUNDが就任
- 2018年4月「海創造プロジェクト」１代目アマモを植える
- 2018年6月「海のピンチは街が救うプロジェクト」スタート
- 2018年7月海水浴シーズン「ちびっこBEACH SAVERパーク」オープン
- 2018年10月5日「海さくらラジオ」スタート
- 2019年1月「海創造プロジェクト」2代目アマモを植える
- 2019年12月JTBとのコラボスタート
- 2020年1月「海創造プロジェクト」3代目アマモを植える
- 2021年1月「海創造プロジェクト」4代目アマモを植える
- 2021年3月第5代目ごみ拾い隊長に「特撮Boyz」が就任
- 2021年3月「よってこ海さくら」スタート
- 2021年4月第1回昭和ロックごみ拾い（第174回海さくらゴミ拾い）
- 2021年江の島のNEWヒーロー「海洋戦士シーセーバー」登場

## 活動内容

### 日本一楽しいゴミ拾い
無理をしないでマイペースに海を楽しみながらゴミ拾いをするのが特徴。
おしつけがましくなく、自由なスタイル。
- スタンプカード：毎月参加すると、ゴミ拾いの達人Tシャツなどがプレゼントされる。
- かわいいゴミ袋：ゴミ拾いを明るく、ゴミ置き場をかわいくするためのゴミ袋を使用。
- 鮮やかなトング：明るいブルーのトングや、かくれミッキーが印字されているトングを使用。
- 拾っちゃい隊：江の島でいつでもゴミ拾いができる仕組みをつくった。
- トビ対策：海岸にいる人達をたまに襲うトビが危険のため、藤沢市と連携し片瀬東浜海岸に看板を設置したり、周辺の飲食店などにチラシを配布。面白いゴミ拾った選手権：拾ったゴミをおもしろおかしく発表してもらい、一番拍手が多い人に「江の島特製イカの塩辛」をプレゼント。

### LTO
2015年に湘南ベルマーレとの共催から始まった LEADS TO THE OCEAN 、通称LTO。プロスポーツ約16クラブチームと日本財団・NPO法人海さくらが共催、「海にゴミは行かせない！」を合言葉に各リーグのシーズン中、競技場周辺で定期開催しているごみ拾い活動。未来を担う子供たちを中心に、海洋ごみの約8割が街からやってくる現状と海の汚染状況、生活と海との関わりなどを伝え、スポーツの力で海の環境についての見識を広める活動として各地で展開されている。 
- 湘南ベルマーレ
- セレッソ大阪
- 福島ユナイテッド
- 横浜F・マリノス
- 川崎フロンターレ
- ヴァンフォーレ甲府
- カターレ富山
- 大分トリニータ
- YSCC横浜
- FC琉球
- ツエーゲン金沢
- アスルクラロ沼津
- 横浜エクセレンス
- 横浜ビー・コルセアーズ
- 千葉ロッテマリーンズ
- 浦安D-ROCKS

### BLUE SHIP
ごみ拾い・環境イベントポータルサイトBLUE SHIPは、清掃団体や環境団体・イベントを全国で簡単に探せる日本初のサイトとして、2016年5月にOPEN。 活動団体・企業・個人が、無料で登録でき、ご自身の活動を広く周知することができる。さらに、登録時には、スターターキットとしてトング10本がもらえ、活動の一歩を後押しをしている。また、ごみ拾いや環境活動に参加したい人は、近くのイベントを簡単に検索し、参加することができる。ごみ拾いや環境活動を「している人」と「したい人」をつなぐ、日本初のゴミ拾い・環境ポータルサイト、4,000団体以上の登録がされている。

### どすこいビーチクリーン
現役のお相撲さんが海にやってきて、参加者の皆様とビーチのゴミを拾い、ザルで細かなゴミを拾い土俵をつくり、子供たちや大人たちが、現役のお相撲さんに立ち向かう。海の風を感じながら、砂まみれになるイベント。2015年大嶽部屋（大鵬道場）協力のもと、2016年から武蔵川部屋・錣山部屋も加わり、2017年には阿武松部屋・千賀ノ浦部屋も加わり、全国のビーチで実施。2019年は江の島場所として、４部屋合同で片瀬東浜で実施。コロナのため2020年から2022年まで実施ができていない。

### BLUE SANTA
赤いサンタクロースは白い袋から子供たちにプレゼントを渡し、青いサンタクロースは海の日にゴミを拾って子供たちにきれいな海をプレゼント。 毎年海の日に、海の素晴らしさや、海の現状に目をむけて、海をキレイにする文化が生まれることを願い生まれたゴミ拾いイベント。 海の日に、青いアイテムを身につけて、みんなで海の未来を変える挑戦する、ACTION 海の日 ブルーサンタ2016年から実施し、全国でも１万人以上が参加するイベント。

### 釘のない海の家
海の家の建設・解体時に出てくる「釘」を、海岸からなくしたい！子供たちが裸足で走り回れる砂浜を作りたい！そんな思いから日本財団と共に、2017年から「釘のない海の家」を海水浴シーズンの2か月間、神奈川県藤沢市の片瀬東浜海岸に建設。（2021年まで） ライフセーバーや⽚瀬東浜海⽔浴場営業組合、他多くの皆様と⼒を合わせて「釘のない海の家」が中心となり、「安全･安心な海辺づくり」の拠点として現在も「釘のない海の家のコンセプト」が東浜全体に残りよりよい浜・海づくりを目指している。

### 海のピンチは街が救う
海のゴミの約8割が街・川からやってきて、海に出たゴミはマイクロプラスチックとなり、多くの海の生き物が食べてしまっている。2050年にはマイクロプラスチックの数が魚の数より多くなるという危機に直面し、「街（生活）と海のつながり」そして「マイクロプラスチック」などに関心をもってもらうために、「海の叫び魚」という巨大オブジェを制作し、NPO法人 海さくら・日本財団を中心に啓蒙活動。2018年から2021年９月末まで各地で展示された。

### ちびっこBEACH SAVERパーク
夏の海水浴シーズン約2ヶ月間、片瀬東浜にOPENする、中学生以下を対象とした、海に関心を高めるための船のアスレチック。このパークに入園するには、ほんの少しのビーチクリーンと、海のお勉強で紙芝居や動画を見ていただいた方が入園できる。海離れしている子供たちに少しでも海の素晴らしさや、海ごみの現状を知り、遊びを通して海を好きになってもらいたいと願い、片瀬東浜組合、日本財団、NPO法人海さくらとの取り組みである。2018年から現在も続く。

### 海創造プロジェクト
「海さくら」の最終目標は、江の島の海にかつて生息していたタツノオトシゴが戻ってくるくらいの海にすること。そのためには、海底に森が必要。海底の森は、海を浄化するだけではなく、海のゆりかごとも呼ばれ、タツノオトシゴをはじめとする色々な生き物の住処になる。近年はブルーカーボンとして注目を集めている。色々な現地での調査を重ね、2016年から江の島の海に生息していた「アマモ」という海草をそだて、移植する海さくらのもう1本の活動の主軸。神奈川県水産技術センター主任研究員の工藤孝浩が協力・監修。

## イベント

### UMISAKURA MUSIC FESTIVAL
音楽って、本当に素晴らしい。音楽と自然が融合するMUSIC FESTIVAL！！海さくらは自然の風を感じながら、空・海の匂いと共に、最高のミュージシャンによるコンサートを主催。コンサートの収益金の一部は江の島の美化のために使用。何よりも、楽しい思い出を作っていただき、楽しんでいただくことをコンセプトにしている。

#### 出演（UMISAKURA MUSIC FESTIVAL）
- HEAT WAVE
- 矢井田瞳
- 古謝美佐子
- MAGICAL CHAIN CLUB BAND
- THE イナズマ戦隊
  - 上中丈弥（THE イナズマ戦隊）
- ラブハンドルズ
- 堀下さゆり
- かもめ児童合唱団
- ルー大柴
- 内田恭子
- 山下徹大
- ザ・ゴールデンゴールデン
- 相馬野馬追宇多郷螺役の皆様
- リクオ
- ウルフルケイスケ
- Ban Ban Bazar
- 伊東ミキオ
- 三宅伸治
- 山口洋（HEAT WAVE）
- 石嶺聡子
- 中川敬（SOUL FLOWER UNION）
- 朝倉真司
- 梅津和時
- 永田実
- LEYONA
- Pすけ
- おおはた雄一
- 小坂忠
- はっと（SWAMPS）
- テミヤン
- SHY
- KOTEZ & YANCY
- らぞく
- MOONEY
- ハミングキッチン with 上原”ユカリ”裕
- 大柴広己
- Bobbin
- ハシケン
- 南佳孝
- keison
- CRAZY FINGERS
- 本多マキ
- 笹倉慎介
- 海老沢タケヲ
- HalfMoon
- AO AQUA
- 文箭知明
- 江藤有希
- イノトモ
- HOUND DOG
- ROLLY
- CHIHARU
- ハンバートハンバート
- アナム＆マキ
- SAIGENJI
- LAULA
- 日比康造

## 海さくらラジオ
毎週金曜日深夜24時から15分。レディオ湘南にて「海さくらラジオ」を放送中。パーソナリティーは、海さくら代表古澤と、藤原カズヒロ。2018年から放送開始現在に至る。

### お笑いビーチクリーン
2014年12月より毎年1回、「1年間皆様と活動させていただきありがとう」の気持ちをこめて、お笑いビーチクリーンを実施。
芸人さんと一緒にビーチクリーンをして、ピカピカのキレイになったビーチで寒さも吹き飛ばす最高のお笑いを披露！！ みんなで笑って1年を締めよう！と年末恒例のイベント。

#### 出演（お笑いビーチクリーン）
- ロビンソンズ
- しんのすけとしゃん
- サンシャイン池崎
- アリ☆こうた
- トキヨアキイ
- キサラギ
- マシンガンズ
- ペニーズハウス
- イヌコネクション
- スーパーニュウニュウ
- 虹の黄昏
- パーティーちゃん

## イメージキャラクター

### エノシゴくん
2014年6月登場。 海さくらは、タツノオトシゴが戻ってくるくらいに江の島の海をキレイにしようと活動している。 そこで江の島の「ENO」と、タツノオトシゴの「SHIGO」を合わせて、ENOSHIGOくんが生まれ、海さくらのゴミ拾いやイベントにも、たまに登場する。

### 海洋戦士シーセーバー
海の平和を守り、海のピンチを人々に伝える海洋戦士！
海を愛する青年が五頭龍大神の想いを継ぐ、”龍の子供 コッズ”の力を借りて変身した姿。海を愛する人間ならば、コッズの力を借りてシーセーバーに変身することができる。シーセーバーは、人間も地球環境の一部と考えているため、人間が海と共存できる未来を願っている。海の平和を守り、海のピンチを伝えるため、海さくらのビーチクリーン活動にたまに参加する。
鳳神ヤツルギ10に登場後2023年4月1日〜6月17日、テレビ神奈川土曜日9:15にて放送。

#### 出演（シーセーバー）
- ジュンイチロウ/シーセーバー - 大矢剛康
- ミコト - 藤原亜紀乃
- ヴィーナ - 山本夢
- ユウジ - 貴瀬雄二
- ツバサ - 千大翼
- マイト - 桜樹舞都
- レオ - 影山怜雄
- カツヒロ - 高橋活宏
- リュウヘイ - 飯田隆平
- ゲン - 木村弦
- コウスケ - 二宮康輔
- カスミ - 辻加純
- ファンガーク - 久保龍一
- アクマリン - 紗也歌